# Rimou
Rimou ist eine französische Gemeinde mit 350 Einwohnern (Stand: 1. Januar 2022) im Département Ille-et-Vilaine in der Region Bretagne. Sie gehört zum  Arrondissement Fougères-Vitré und zum Kanton Val-Couesnon. Die Bewohner werden Rimois und Rimoises genannt.
Sie grenzt im Norden an Bazouges-la-Pérouse, im Nordosten an Val-Couesnon mit Tremblay, im Osten an Romazy, im Süden an Sens-de-Bretagne und im Westen an Saint-Rémy-du-Plain. Im Osten bildet der Couesnon die Gemeindegrenze.

## Bevölkerungsentwicklung
| Jahr      | 1962 | 1968 | 1975 | 1982 | 1990 | 1999 | 2008 | 2013 | 2020 |
| --------- | ---- | ---- | ---- | ---- | ---- | ---- | ---- | ---- | ---- |
| Einwohner | 477  | 447  | 415  | 386  | 351  | 305  | 351  | 341  | 347  |

## Sehenswürdigkeiten
- Kirche Notre-Dame aus dem 15. Jahrhundert mit Marienretabel und den Fenstern: Heilige Familie, Verkündigung und Krönung Mariens.

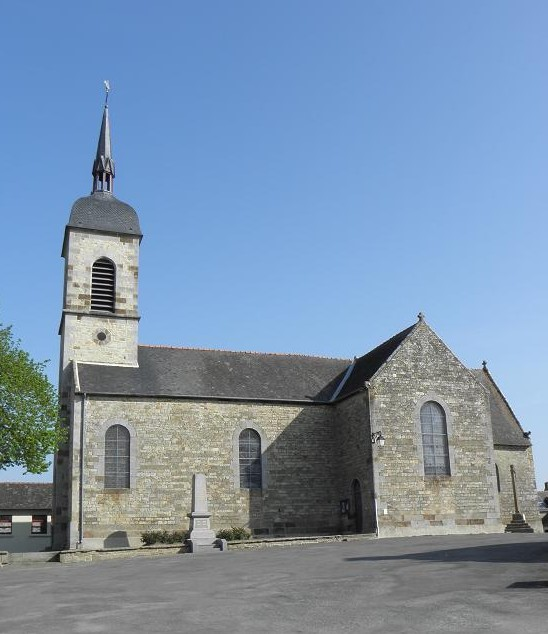
Kirche Notre-Dame